# ウィキペディア日本語版
ウィキペディア日本語版（ウィキペディアにほんごばん）は、ウィキメディア財団が運営する多言語インターネット百科事典プロジェクト「ウィキペディア」の日本語版。英語名称 Japanese Wikipediaを略してjawpとも呼ばれ、財団はjawikiとも呼んでいる。ボランティアによる共同編集で成り立ち、検証可能性を担保しつつ歴史、文化、科学技術など幅広い分野を網羅する。
2001年5月に公式に開設され、記事数の増加に伴い日本語版が主要な参照情報源の一つへと成長した。2025年7月27日現在、記事数は約146.7万件、過去30日間に活動した登録利用者（アクティブ・ユーザー）数は14,000人以上とされる。

## 概要
2007年の日経BPによる当時の管理者へのインタビュー記事によれば、ウィキペディア日本語版は2001年5月頃に発足したものの、当初は編集者も少数で、ローマ字表記の項目が約23項目とコンテンツもほとんどなく、認知もほとんどされていなかったが、2002年夏のシステムの更新によって日本語表記にも対応するようになり、徐々に日本人のユーザーも増大していった、と述べられている。
2005年以降はWeb 2.0ブームの一端として大手マスコミにも取り上げられるようになり、インターネットに接する一般市民にも認知されていった。現在では検索エンジン最適化により、Google検索を初めとする検索エンジンで記事が上位に表示されることもあって、認知度や閲覧数も高い。一方で、記事の内容やサイトの運営などに関し、様々な課題も指摘されている。

## 主な特徴
他の言語版に比べた特徴を述べる。

### 規模
2024年5月現在、純記事数では13位の規模のウィキペディアであり、主要語にラテン文字が用いられないウィキペディアとしては、ロシア語版、中国語版に次いで3位の規模を誇る。最大の英語版の約5分の1の規模である。2005年上期までは英語版、ドイツ語版に次いで純記事数3位であったが、その後は他言語版に抜かれている。なお、内部リンク数は、3位を維持し続けている（後述）。

### 法的制限
日本の著作権法は、アメリカ以外の多くの国と同様に、著作権の行使が制限される範囲を個別に定めており、ウィキペディア日本語版では個別に定められた範囲外で著作権のある画像を使用することが禁止されている。このため、英語版ウィキペディアでは、包括的にフェアユースを認める米国法に基づいて画像が使われているのに対して、日本語版には一切ないという現象がよくみられる。

### 参加者

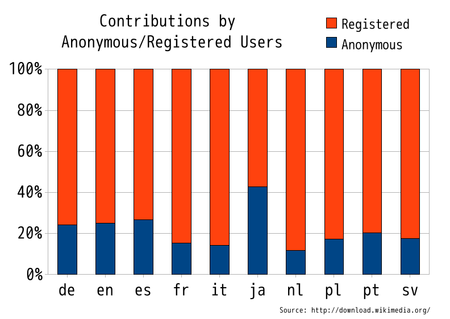
言語版毎のIP利用者（青）とログイン利用者（赤）の編集回数の比率。日本語版は(ja)。2007年12月調べ。

日本語版の大きな特徴の一つは、編集をする利用者のうち登録せずにいる利用者の比率が高いことである。2007年12月時点で、編集回数の約40%はログインしない利用者（IPユーザー）によるものであり、これは主要10言語のウィキペディアのうちで最も高い割合となった（右グラフ参照）。2010年にはIPユーザーの比率が5割近くとなっている。
アンドリュー・リーは、他言語版およびウィキメディアプロジェクト群全体の国際コミュニティとウィキペディア日本語版コミュニティとの間の連携が強まっていない原因の一つが、この登録済み利用者の少なさだと指摘している。たとえばウィキメディアの国際会議、第1回ウィキマニア（2005年）において、ウィキペディア日本語版からの会議出席者はわずか2名であり、より編集者数の少ないオランダ語版や中国語版からの出席者数にも及ばなかった。
2022年2月20日に公開されたウィキメディア財団の依頼により作成された報告書「IP editing in Japanese（日本語でのIP編集）」では日本語版におけるIPユーザーについて、インタビューした編集者たちはIP編集が荒らしの主たる原因の1つであることを認めている一方で、IPユーザーたちはIP編集があるからウィキペディアに貢献できると強く主張しており、自分のIPアドレスを公開することで生じるプライバシーリスクには無関心であることを報告している。同年7月に公開されたウィキメディア財団の資料の中で、2020年5月から2021年5月までの差し戻されなかった全ての編集の26.3%がIPユーザーによるものだったとしている。またIPユーザーによる編集について、IPユーザーはログインが面倒であるためIPで編集していること、IP編集に賛成のユーザーからも反対のユーザーからもIP編集が荒らしの原因であり可変IPによる問題が指摘されていること、攻撃を避けるためや自身の趣味嗜好により明確な意思をもってIPで編集しているユーザーが存在していることの3点を主要な課題であるとしている。
2024年9月時点では、標準名前空間における日本語版のIPユーザーの編集はユーザーによる編集全体（ボットを除く）の約17.0%であり、ドイツ語版（約8.8%）や中国語版（約14.0%）より高いが、英語版（約17.8%）と同程度であり、イタリア語版（約31.5%）やデンマーク語版（約23.0%）よりも低い。

### 記事新設数と編集回数

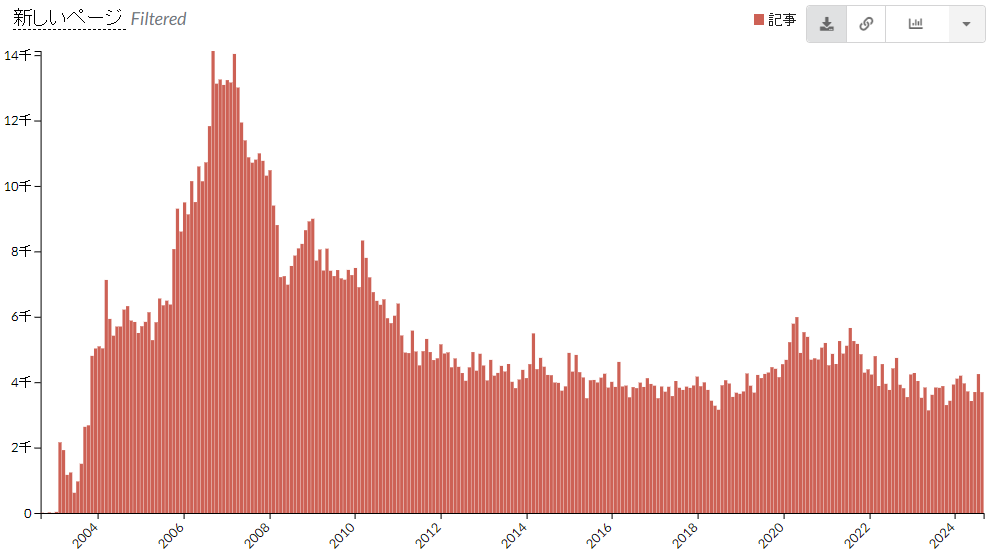
ウィキペディア日本語版の新規記事作成数推移（月次）

1日あたりの記事新設数は日本語版設置後順調に伸び続けたが、2006年10月21日の615件をピークに減少傾向し、2009年に一時回復したが再び減少に転じ、2020年にも増加に転じたが、2022年から再び減少に転じ、2024年9月30日の記事新設数は118件であった。2013年4月時点の日本語版の記事新設数は143件であり、内部リンク数上位10言語版（英語版、ドイツ語版、日本語版、スペイン語版、フランス語版、ポーランド語版、イタリア語版、ロシア語版、ポルトガル語版、オランダ語版）の中で内部リンク数ではドイツ語版に次ぐ3位につけているものの、記事新設数では10位である。

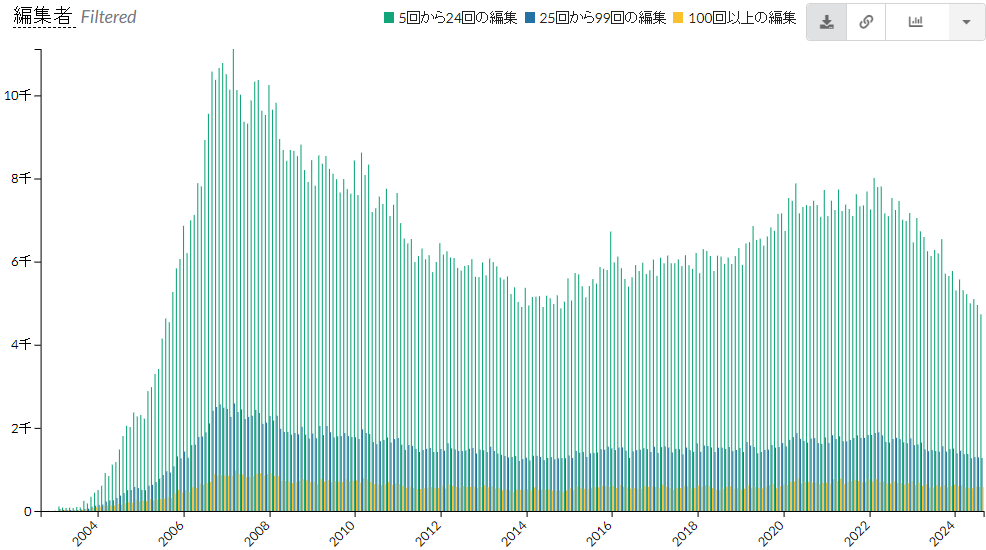
ウィキペディア日本語版において月に5回以上編集した利用者数の推移（月次）

1回以上編集を行ったアクティブな利用者（1か月間に5回以上編集した利用者）の1日あたりの数は2007年3月31日に1099名に達し、その後記事新設数と同様の経過を辿り、2024年9月30日時点では552名であった。2013年4月現在の内部リンク数上位10言語版のうち、5回以上編集した利用者数は5位、100回以上編集した利用者は7位である。

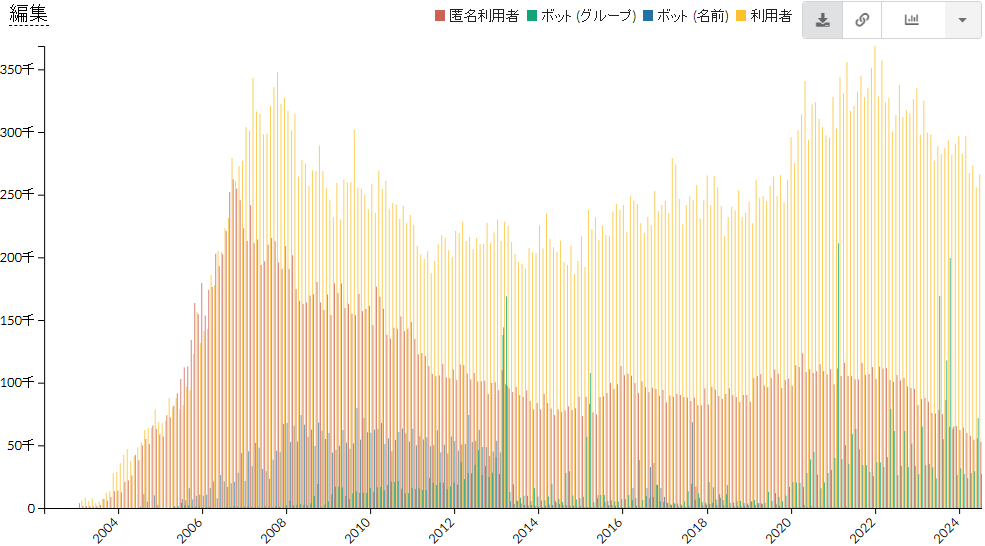
ウィキペディア日本語版の編集回数推移（月次）

1か月あたりの総編集回数も、2007年10月の52万5008回をピークに、複数回ボットによる編集数の急激な増加により一時的な増加が見られたが、全体的な傾向としては、1日当たりの記事新設数と同様の傾向で推移し、2024年9月は31万2035回だった。登録利用者の編集回数は2008年10月の34万7708回を2020年に更新し、2022年1月には36万8614回に達した。

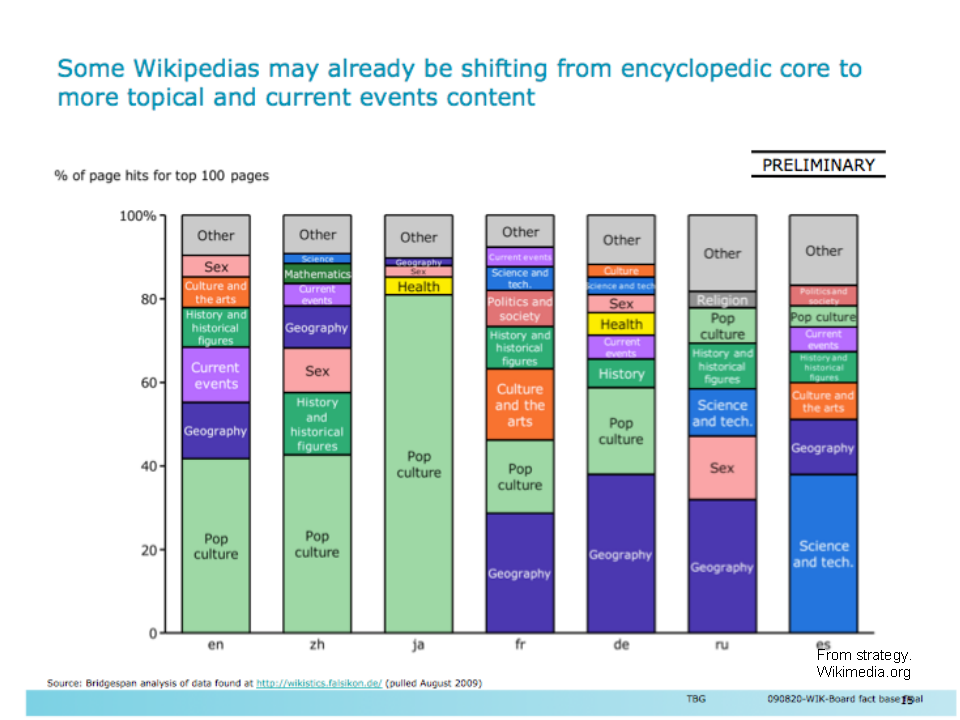
Wikimedia Conference Japan 2009基調講演資料

2009年8月に行われたカンファレンスにおいてウィキペディア創始者ジミー・ウェールズは、ウィキペディアが大衆文化に傾倒していることを紹介する中で日本語版が特にその傾向が強いと言及し、同年11月22日に行われたWikimedia Conference Japan 2009の基調講演においてウィキメディア財団広報部長Jay Walshも、ほかの言語版と異なり閲覧される記事の大多数が大衆文化に関連した記事であることを紹介した。

### 連携
言語間リンクが同規模の他言語版に比べると少ない。2009年8月時点の日本語版の言語間リンクは320万リンクであり、内部リンク数上位10言語版のうち最下位である。2008年10月20日現在の記事のダンプデータによると、言語間リンクを一つも有しない記事は約28万件あり、当時の総記事数約51万件の半数以上に上る。これは日本特有の事象を挙げた記事が多いのも一つの要因である。また、日本語がラテン文字を使わない言語であるために、他言語版の執筆者が日本語版の記事名および記事本体をまったく読めず、他プロジェクトからの支援を受けにくいという事情もある。

### 運営
他言語版の上位10のうち7言語版は、その言語の主な使用国内に個別の協会（ウィキメディア財団#ローカル・チャプター）を持つのに対し、日本語を主に使用する日本国内には国別協会がない。管理者陣は単なるユーザーグループで、多くが匿名である（→Wikipedia:日本語版ユーザーグループ）。

### 英語版からの翻訳と文献資料
2015年3月時点での日本語版と中国語版、英語版のウィキペディアに掲載されている資料のDOIリンクを解析した研究が報告されており、日本語版で使用されていた約2万5000のDOIリンクのうち、79.3%が英語版と共通しており、ほとんどのDOIリンクが英語版からの記事の翻訳によることが示された。その傾向は中国語版でも同じだったが、一方で英語版では日本語版と共通しているDOIリンクは3.9%であった。2023年の同様の研究報告によると、2015年3月から2023年7月にかけて英語版ではDOIリンクが1.7倍増加したのに対して、日本語版では7.25倍増加した。その期間中に英語版で6.86%のDOIリンクが除去されたのに対して、日本語版では1.56%だった。日本語版のみに掲載されているDOIリンクはその約8年間で約10倍の5万1420、割合は34.35%まで増加した。その原因について、ジャパンリンクセンターによってDOIリンクが付与された日本語文献が増えたことによると推測されている。

## 歴史

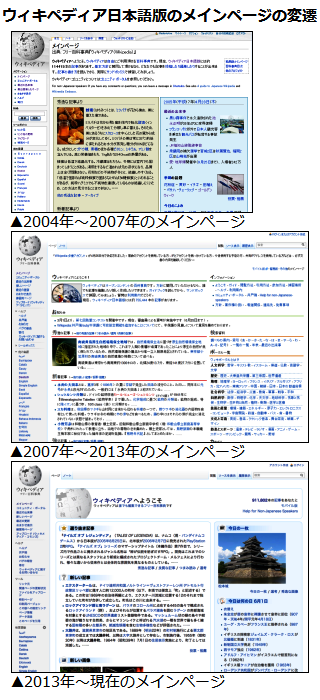

- 2001年01月15日 -（英語版ウィキペディア発足）
- 2001年05月20日 - ウィキペディア日本語版発足（日本語の文字が使用できなかったため当初はローマ字表記）
- 2002年09月01日 - 日本語版で日本語の文字（かな・漢字等）が利用可能に
- 2003年09月09日 - 1万項目達成
- 2004年05月26日 - 5万項目達成
- 2004年09月01日 - 第1回メインページデザイン変更
- 2004年09月09日 - 「第2回Webクリエーションアウォード 特別賞」を受賞。
- 2005年02月11日 - 10万項目達成
- 2006年04月09日 - 20万項目達成
- 2006年12月06日 - 「Web of the Year 2006」総合大賞およびウェブ情報源部門1位を受賞。
- 2006年12月15日 - 30万項目達成
- 2007年03月24日 - 第2回メインページデザイン変更
- 2007年08月10日 - 40万項目達成
- 2007年12月21日 - 「Web of the Year 2007」総合大賞およびウェブ情報源部門1位を受賞。
- 2008年06月25日 - 50万項目達成
- 2009年06月15日 - ライセンス変更（従来のGFDLに加えてCC BY-SAでも利用可能に）
- 2009年07月08日 - 60万項目達成
- 2010年06月10日 - ロゴおよびインターフェイスの変更
- 2010年08月31日 - 70万項目達成（日本時間9月1日）
- 2012年04月03日 - 80万項目達成
- 2013年02月01日 - 第3回メインページデザイン変更
- 2014年03月14日 - 90万項目達成（日本時間3月15日）
- 2016年01月19日 - 100万項目達成
- 2018年03月22日 - 110万項目達成
- 2020年04月13日 - 120万項目達成
- 2021年11月12日 - 130万項目達成
- 2024年01月15日 - 140万項目達成

### 発足当時
発足当時の日本語版。
英語版をベースに始まったウィキペディアが多言語化に乗り出したのは2001年の5月頃である。2001年5月20日に日本語版を含む13の非英語版サイトが発足した。
発足当初のURLには http://ja.wikipedia.com/ と http://nihongo.wikipedia.com/ が使われていた形跡がある。
当初のメインページは irrashaimase! で始まる全文ローマ字だった。残されている履歴情報から、3月から4月にかけてすでに数度の編集を経ていることが分かる。このため、英語版内部などで開発された可能性も考えられる。
最初の項目は 「日本語の音素論」という意味だと思われるNihongo No Funimekusu と題されたもので、日本語の音素（英: Phonemics → Funimekusu）が仮名と必ずしも一対一対応の関係にないことを示した記事だが、これもローマ字で書かれていた。投稿者は RoseParks（英語版の初期メンバーの一人）で、投稿時期は4月初め頃の間、つまりウェブサイトがテスト段階にあった頃と思われる。
12月下旬時点での総ページ数は、2ページに留まった。
その当時使われていたウィキソフトは日本語に対応していなかったので、記事はローマ字表記で書かれ、項目も23個ほどであった。

### 日本語化
2002年9月1日に従来のウィキソフトが改良され、日本語に対応できるようになる。日本人の利用者が徐々に集まり、記事が充実していく。この時期のファイルは現在の日本語版の履歴からも遡れる。国の一覧やエスペラント、各々の最古版などから見て取れるように、日本語の母語話者ではない利用者の投稿による項目も多かった（履歴で辿れる最古のメインページでは「ウィキペディア」が「ウィキピディア」になっているなど）。主な分野は日本文化・言語・世界地理・プログラミング関連。
同月の内にインターフェースの日本語訳が始まり、年末の時点でWikipedia:編集の仕方（正確にはその前身に当たるWikipedia:How does one edit a page）やGNU FDLが訳された。
12月中旬の時点で登録利用者数は10人程度、総項目数は10件程度であった。

### 参加者の急激な増加
2003年初頭、インターネットの大きな日本語サイトで相次いでウィキペディアが取り上げられた。これにより数次の急激な利用者増が起こり、ウィキペディア日本語版は、他の言語のウィキペディアにもなかった急激な成長を見せることとなる。

#### Wired News 日本語版での掲載
2003年1月31日、Wired News 日本語版でウィキペディア（英語版）についての記事が掲載された。これはウィキペディアが日本のマスメディアで紹介された最初の例であると思われる。
これを境に多数の参加者を迎え、Wikipedia:名前空間・Wikipedia:ウィキペディアへようこそ・Wikipedia:基本方針とガイドラインなどプロジェクト関連の文書が本格的に翻訳または作成された。
漫画家・都道府県など、項目数が増えた。証券取引などを巡る本格的な項目も出現した。

#### スラッシュドット現象
2003年2月12日にウィキペディア日本語版は1,000ページを達成した。英語版が奇しくもちょうど2年前に1,000ページを達成している。
1,000ページ達成を受け、コンピュータ関係の有名電子掲示板であるスラッシュドットジャパンにウィキペディア日本語版が紹介された。これにより、この数日後参加者は倍増することとなり、日本においてもウィキペディアにおいてスラッシュドット現象が発生した。
この結果、様々な分野の項目が増加した。主なものとして、物理学・生物学・情報工学・文学・音楽・ゲームソフト・漫画・タレント関連などが挙げられる。
また、執筆者にはいわゆるサブカルチャー（殊にアニメや声優・日本の鉄道・軍事・コンピュータゲーム及びゲームソフト）関連分野でのトリヴィアを誇る者、即ちおたくが多く、半ばまとめサイトやデータブック（人物については紳士録、名鑑、言動録）と化した項目があるのも日本語版の大きな特徴であるが、それは、この「スラッシュドット現象」から始まったともいえる。

### さらなる成長
ウィキペディアは数度のサーバ故障によるサイトダウンを経験している。2003年4月5日18時08分から4月6日17時37分（いずれも日本時間）の間、ウィキペディアのサーバが故障し、書き込みができなくなった。サーバダウンは後に、2003年12月・2004年6月、および2005年2月にも起こっている。
しかし大勢においては、このような事故はウィキペディアの拡大には影響を及ぼしていない。10000項目を超える頃から、ウィキペディア日本語版はほぼ同じペースの成長率で項目を増大させていき、数ある小さなプロジェクトの一つから、ウィキペディアプロジェクト有数の規模を誇る代表的なプロジェクトへと発展していった。

#### 大規模DBクラッシュ
2003年12月、ウィキペディアを提供していた3台のサーバが故障した。このため数日全言語および各種姉妹プロジェクトを含めて停止していた。利用者の一部は寄付を行ってサーバ購入費用を提供した。
2004年6月7日未明、ウィキペディアなどのデータベースサーバが故障し、翌日12時前まで全言語および各種姉妹プロジェクトを含めて停止していた。このクラッシュの直前のごく一部の編集だけが失われた状態で復活している。
2005年2月22日の日本時間7時15分、データセンターの内部で停電が起こり、全言語版が停止した。当日中に読み出し専用状態に回復したものの、書き込みが可能となったのは翌23日の日本時間7時25分頃だった。

#### 成長の軌跡

記事数と毎月の増加数の推移。Wikipedia:日本語版の統計による。

2003年3月23日にはウィキペディア日本語版の項目数は5,000項目を達成し、さらに6月15日には10,000項目を達成した。1,000項目から10,000項目までの増加に要した日数は4か月と3日間であり、これは英語版よりも早いペースであった。2003年の間に項目数は72項目から24,242項目へと約337倍に増加した。2003年12月にはウィキペディア日本語版の項目数がフランス語版ウィキペディアを抜き、英語版、ドイツ語版に次いで全言語版中3位になった。
2004年5月26日2時21分頃には項目数が50,000を達成した。
また9月29日11時3分（日本時間）頃には項目数が75,000を達成した。
ある時期から、Yahoo!ニュースなどからのリンクによる利用者が急増し、日本語版の特定の項目が多く参照される現象がしばしば観測されるようになる。これは英語を使用する開発者などからは、yahoo spike（ヤフーによる急激な利用者増加）などともいわれた。
2004年末、ウィキペディア日本語版の登録者は、1万5千弱に達した。利用者は前年比600%を超えるなどと報道された。2004年中に項目数は24,242項目から92,181項目へと約3.80倍に増加した。
2005年2月11日17時52分（日本時間）頃には項目数が10万を達成し、同年10月24日には項目数が15万を達成した。2005年中に項目数は92,181項目から168,874項目へと約83.2%増加した。しかし2005年7月には項目数がフランス語版に再び抜かれ4位になった。
2006年4月9日には項目数が20万を達成、8月28日には25万を達成し、12月15日には30万を達成した。2006年中に項目数は168,874項目から307,134項目へと約81.9%増加した。2006年1月には項目数がポーランド語版に抜かれ5位になった。
2007年8月10日には項目数は40万を達成した。2007年中に記事数は307,134項目から452,023項目へと約47.2%増加した。
2006年に入ってから1か月あたりの増加のペースが1万項目を超える月が出始め、2006年10月頃には約1万7千項目と過去最多を記録する。その前後より激しく増減しながら、2008年始めまでは1か月に1万項目を超えていたが、これがピークとなり、2008年4月には一時約6千項目に落ち込む。
2008年6月25日には項目数が50万を達成した。
一時急減した増加のペースはやや回復し、2008年末には8千項目台まで持ち直す。しかし、その後はゆっくり減少する傾向となり、2010年末には再び約6千項目となる。
2009年7月8日には項目数が60万を達成した。12月には項目数がイタリア語版に抜かれ6位になった。
2010年8月31日（日本時間9月1日）には項目数が70万を達成した。
2011年3月には項目数がスペイン語版に抜かれ7位に、9月には項目数がロシア語版に抜かれ8位に、10月には項目数がオランダ語版に抜かれ9位になった。
1か月あたりの増加のペースも、2011年4月に5千項目を割り、2012年まで4千項目から5千項目程度で推移する。
2012年3月から自身の投稿履歴を確認するページにおいて、変更字数が緑色で表示される機能が加わった。
2012年4月3日には項目数が80万を達成した。
2012年4月26日より過去の版との比較機能において、凡例がリニューアルされた。この頃、項目数がポーランド語版、ワライ語版、セブアノ語版に抜かれ12位となった。
2013年以降、少なくとも2015年末までは、増加のペースは1か月あたり4千項目前後で安定して推移している。
2013年9月、項目数がベトナム語版に抜かれ13位になった。11月、再びベトナム語版を抜き、12位になった。
2014年3月14日には項目数が90万を達成した。
2016年1月19日には項目数が100万を達成した。
2018年3月22日には項目数が110万を達成した。
2020年4月13日には項目数が120万を達成した。
2021年11月12日には項目数が130万を達成した。
2024年1月15日には項目数が140万を達成した。同年4月には中国版に抜かれ13位となった。

#### 外部からの反応・評価

##### 2003年 - 2004年
2004年9月には、日本広告主協会（現：「日本アドバタイザーズ協会」）からWeb クリエーション・アウォード特別賞を贈呈された。これは本来個人を対象とする賞であったため、日本語版の初期に活動していたフランス人利用者、ギヨーム・ブランシャー（利用者名Aoineko）が代表で賞を受け取った。

##### 2005年 - 2006年
日本語版が15万項目のマイルストーンを超える前後から、「Web 2.0」の一翼としてウィキペディアが取材・紹介されることが増えた。特に、gooが「goo辞書」の一環に「goo Wikipedia記事検索」を組み込んだ頃から「Web 2.0」という文脈以外の「検索手段」としても認知が広がった。2006年8月に朝日新聞1-2面の特集コラムで詳しく紹介されたことも、ウィキペディアの名前を一般に広めることとなった。また、ウィキペディアをSEOに利用することを推奨するような部分がある記事がインプレスのImpress Watchに掲載されたが、その後「不適切な記述」として推奨するような部分が削除された。
利用者投票によってベストサイトを決めるイベント「Web of the Year 2005」では、ノミネートされた検索情報部門の上位18位にも入らず、話題賞でも12位であった。翌年の「Web of the Year 2006」において、「年間総合大賞」、「ウェブ情報源部門賞」（1位）をダブル受賞し、内外の関係者を驚かせた。
デジタルメディア協会主催の第11回 AMD Award '05でウィキペディア日本語版がBest Writer賞を受賞した。
2006年11月、書籍『Wikipedia完全活用ガイド』（ISBN 978-4903491165）が刊行された。

##### 2007年 - 2008年
「Web of the Year 2007」で前年に続き「年間総合大賞」、「知識・情報源部門賞」（1位）を同時受賞した。2007年になるとウェブ上の情報源として一層広く認知され、大きな驚きは引き起こさなかった。
こうしてウィキペディアも社会に市民権を得てきており、またインターネット社会の特質も一般に認知されるようになった。所詮ウェブページは信憑性のないただの雑文だという捉え方と、自由表現と集合知の中に真実があるという意見とが揺れ動いている。
2007年5月20日の読売新聞のコラム「方位計」（4頁、政治面）は憲法学者石川健治の紹介として石川健治の項目にある「現代憲法学の鬼才、20年に1人の逸材」を研究者間の評価として引用した。
2008年7月13日には朝日新聞の書評欄で小杉泰・京都大学教授が、『情報化社会のプライバシー研究』（青柳武彦著、NTT出版）と併せて、日本で初めてウィキペディアを正面から論じたとされる『ウィキペディアで何が起こっているのか 変わり始めるソーシャルメディア信仰』（山本まさき・吉田雄介著、九天社（ISBN 978-4861672323）、のちオーム社（ISBN 978-4274067310））を取り上げ、同書の「ウィキペディアのシステムは悪意の投稿を防げないため信頼性は危うい」旨の見解を紹介した。
2008年11月9日、東金市の項目に未解決事件の犯行の告白と犯行予告が書き込まれる。
2008年11月19日、毎日新聞社が当日2時30分更新の毎日jpおよび当日の毎日新聞朝刊にて、前日に起きた元厚生事務次官吉原健二の妻への傷害事件（元厚生事務次官宅連続襲撃事件）の発生6時間前に、ウィキペディアの社会保険庁長官という項目に犯行を示唆する書き込みがあったと報道する。この報道は各新聞社の当日の朝刊を紹介する各テレビ局の朝のテレビ番組でも取り上げられた。しかしこの報道は毎日新聞の記者が協定世界時で記された編集履歴を日本時間だと誤解したことが故の誤報であった。

##### 2009年 - 2010年
2009年4月26日12時34分、大友皇子即位説の項目に、草彅剛に対する捜査への抗議として皇太子徳仁親王、Yahoo! JAPAN、赤坂警察署の警察官に対する犯行予告が書き込まれる。

##### 2011年 - 2012年
2012年4月、前年に痴漢容疑で逮捕され、のちに不起訴となったフリーライターが誤認逮捕の実名報道で人権を侵害されたとして、日弁連などに人権侵害救済申立書を提出した。警告を求める対象は報道各社の他、ウィキペディア日本語版の本人の項目にもその内容が加筆されていた事から「ウィキペディアの運営会社」も含まれている。

##### 2013年 - 2014年
「ウィキペディアタウン」という取り組みが2013年の2月に横浜で、7月に二子玉川で始まった。これはウィキペディア日本語版編集者の有志と、地元の保存会など地域ボランティアたちが現地でミーティングを行い、文化財や観光名所などの地域情報を共同してウィキペディアに掲載し、そうしたウィキペディア上での情報提供を通じて地域の活性化に繋げようという試みである。
かつて精力的に活動していた東京ウィキメディアン会 ()、関西ウィキメディアユーザ会 ()、北海道ウィキメディアングループ () などの複数の有志ユーザ会は、その活動を大幅に縮小しており、現時点ではその実態がまったく確認できていない。ウィキマニア台北2007の頃に精力的にインターネット上で情報を発信していた実名ユーザも、2013年11月現在ではウィキペディア日本語版について、何らかの発言を行った痕跡は見られない。

##### 2015年 - 2016年
ウィキペディア日本語版の記事数が2016年1月19日に100万項目を越え、産経新聞、東京新聞などに報じられた。

##### 2019年 - 2020年
2019年9月3日、TBS系のテレビ番組『マツコの知らない世界』で「ウィキペディアの世界」が特集された。
2019年9月29日、ウィキペディアに女性に関する記事を増やすことを目指す「ウィキギャップ」イベントが東京都内のスウェーデン大使館で開催された。すでに世界60か国以上でおこなわれてきたが日本では初であり、10月には大阪で開催されることも決定した。
2020年11月11日、NHKのテレビ番組『ねほりんぱほりん』で「ウィキペディアン」が特集された。

##### 2023年 - 2024年
2023年11月、書籍『70歳のウィキペディアン』（ISBN 978-4907126612）が刊行された。
2024年1月、ウィキペディアタウンについての書籍『ウィキペディアでまちおこし みんなでつくろう地域の百科事典』（ISBN 978-4314012027）が刊行された。
2024年4月、新潮社から小林照幸『死の貝 日本住血吸虫症との闘い』が刊行されるに当たり、吉村昭『羆嵐』、新田次郎『八甲田山 死の彷徨』と合わせて「Wikipedia3大文学」として文庫フェアが行われた。話題となり、発売から約2週間で3刷、2万部を超えた。
2024年12月、ウィキペディアタウンについての書籍『ウィキペディアタウン・ハンドブック: 図書館・自治体・まちおこし関係者必携』（ISBN 978-4867660690）が刊行された。

##### 2025年 - 2026年
2025年5月18日、開設から17周年を迎えたアニメ関連の情報をまとめた個人サイト「アニメ＠wiki」が、掲載した情報がWikipediaにまるまる転載されるケースが相次いだことを理由に、7月1日をめどに有料会員制に移行することを発表した。

## 課題

### コンテンツ上の課題

#### 信頼性
収録されている項目数は一般の百科事典を上回るが、学者らにより執筆される書籍の百科事典と比較して内容の信頼性を疑問視する声もある。ウィキペディアは間違いや問題のある記述がなされた場合、それを善意の利用者らが修正して精度を高めるという考えに則っているが、プロジェクトの匿名性と、何を記事化するかは個々人に一任される完全な自由主義、徹底された民主制のため、悪意ある書き手を防ぎ切れないという指摘がある。また、後述する編集合戦による（記事の編集が禁止される）編集保護の状態が長く続くことにより、誤りや問題のある記述が公開され続けることや、「百科事典」として当然書かれるべき事や外部の、それなりに権威あるウェブサイトもしくは新聞・通信社において報道されている事実などが項目により記述が認められないことについて運営の偏向性を指摘する声もある。しかし査読制度を執らないウィキペディアの“内容の信頼性”は利用者の質に左右される。また、常に改変できるシステムを採用しているため記事が完成・確定されることは（永久に）ない。ウィキペディアのいくつかの言語版においては紙媒体やCD、DVDとしても発行されているが、日本語版では同様の動きは起きていない。一部には土木学会による組織的な活動のような「主要項目を網羅・充実させよう」という動きがあるものの、他の多くの学術団体でこのような動きはほとんどなく、一般ユーザーを含めてもまだ本格化していない。
2009年9月末の日本語版と『日本大百科全書』を対象とし、同辞典の「日本の政治問題」に収録された132項目とそれに相当するウィキペディアの記事で定量比較を行った研究がある。全体的な傾向としては一つの記事の平均記述量は日本大百科全書1083.3文字に対してウィキペディア3531.5文字であるが、「日本の政治問題」に収録されている項目でウィキペディアには全く見つけることができないものが15項目あった。また、「日米安全保障条約」「教科書裁判」のような記事でも当時は日本大百科全書の方が長い記述文字数で、ユーザーの関心や適切な参考文献を得にくい記事は短くなる傾向にあると推定されている。
この他、出典（参考文献）を明記した記事が非常に少なく、2008年10月20日時点の記事のダンプデータによると、<ref>タグを用いたインライン形式の出典（脚注）を設けた記事は45,676件である。これは、当時の総記事数511,877件の8.9%である。脚注を補足説明に使っている記事もあるため、出典が明記されている記事はこの数よりも若干少ないと考えられる。参考文献が示されている記事もあるが、記事のどの部分がその文献からの情報によるものかはっきりしないことがある。ウィキペディアが掲げている三大方針のうちの「検証可能性」を満たしている可能性があり、かつ出典がどの部分に対応するのか明らかになっている記事は、データの解析の上では全体の1割程度である。
また、後述されているような宣伝や売名行為、荒らしなどによって信頼性への悪影響が懸念されている。
なお、インターネット市場調査会社のアイシェアが2007年11月に行ったアンケート調査では、「ウィキペディアの内容を信用するか」という設問に対し「信用する」と回答した人は4割弱（39.4パーセント）に留まり、6割以上の人はあまり信用していないことが分かっている。信用されない理由としては「内容が改変できる」が40パーセント、「中立的な立場ではないと思える」が38パーセント、「調査機関が関わっていない」が9.8パーセントとなっている。

#### 宣伝的・改竄的投稿
ウィキペディアの知名度にあやかり、また検索エンジン最適化がされていることを悪用し、若手起業家（青年実業家）や中小企業、インディーズ系バンド・アーティストのメンバーや関係者、売り出し中のクリエイター、果てはカルトなど世間から眉を顰められる類いの団体までが、「箔付け」すべく自身に都合の良い宣伝をする、逆に不都合な記述は削除する等いわゆるプロパガンダ目的での編集がされることがあるとの指摘がある。例えば、アスキー創業者で元社長の西和彦は、自身に不都合な事実について、何が正しい情報であるのかを明示することなく、デタラメな記述をされたということで自ら大量削除を行った。これに対し、自身に不都合という理由だけで削除するのはウィキペディアの方針に反するものだとする一般利用者との間で論争となった。その後、西は、西に不都合な事実を「誰でも編集できる」編集方針は「嘘で嘘を塗り固めているようなもの」だとして、「2ちゃんねるもウィキペディアも同じようなもの」と主張した。
官庁のIPアドレスからの事実関係の修正を越えた改竄的編集も指摘されている。内閣府の内部からのアクセスでは猪口邦子元男女共同参画担当大臣の項目から批判的な文言が削除され、総務省からのアクセスでは、「入国管理局」の項目で外務省や旧厚生省を揶揄するような表現を挿入する編集履歴がある。文部科学省のIPアドレスからは、本間正明・元政府税制調査会会長に関するスキャンダルが削除され、宮内庁からは同庁に関連する疑惑の指摘を削除した跡も見つかった。

#### 行政機関などによる編集
2007年、Wikipediaを編集した組織や企業が分かるツール「WikiScanner」の日本語版が公開され、同ツールを利用した調査で総務省や文部科学省、宮内庁などから、行政に関わる内容からエンターテインメント関連まで、さまざまな内容について編集があったことが判明した。中には行政に批判的な内容を削除する編集も含まれた。総務省からは、「電子投票」の項目が10回以上編集され、電子投票のセキュリティーに関する内容が書き換えられているほか、テレビ番組の企画を詳細に説明する書き込みや、ゲームに関する書き込みもあった。文部科学省のIPアドレスからは、同省が作成したサイトを「かなり充実している」と自画自賛する編集があった。厚生労働省からは「薬物」などの項目で編集があったほか、アダルトゲームの項目で解説を書き加える編集もあった。宮内庁からは天皇陵や歴史関連の編集があった。農林水産省からは、ガンダム関連で大量の書き込みがあった。

#### プライバシー侵害や名誉毀損の投稿
芸能人や著名人などの記事において誹謗、中傷などの名誉毀損的記述がなされたり、著名人に加え一般人についても、本人や家族、親類に関する非公開の個人情報、不祥事などを書き込んだりして他者のプライバシーを侵害する投稿がなされることがある。
こうした傾向は対外的なものであるとは限らず、ウィキペディアの利用者が他の利用者の実名やそれに類するものの記載をし、その結果、無期限の投稿ブロックを受けるといった事態も発生している。
また、刑事事件の関係者の実名やプライバシーが書き込まれることも多い。英語版などでは問題とされていないが、日本語版では日本法との兼ね合いからほとんどの場合削除となる（Wikipedia:削除の方針#ケース B-2:プライバシー問題に関してを参照）。
存命中の人物や活動中の組織に対する誹謗中傷（であると当人・関係者から指摘される）に類する加筆に対し、項目本人・当該団体から訂正の申し入れが、該当ページのノートページやWikipedia:連絡先にたびたび寄せられるようにもなった。書き手は正義の告発を意図していると見られる場合もあるが、日本においてはたとえ事実であっても社会一般に広くに認識されていること以外は名誉毀損とされる虞があり訴訟リスクが高いため、対応に苦慮することになる。
以下は実例。
- 産経新聞論説委員の古森義久は自身の記事中の中傷的記述について、自身のブログで「（ウィキペディアが）私の日ごろの言論が嫌で嫌でたまらない左翼分子の誹謗のフォーラムとなっている」と批判した[80]。
- 脳科学者の茂木健一郎は自著でウィキペディアを「内容が充実した便利なサイト」として紹介している[81]が、自身や養老孟司の記事についての問題点をそれぞれのノートページで訴え、そのことを自身のブログでも紹介した[82][83]。
- クライン孝子は、自分に関する誤記を訂正しようとして作成したアカウントが「本人の宣伝となる」という理由で無期限ブロックを受け（ブロック理由は本人証明の記述が「パスワードの公開」とされたため。削除提案を参照）、ウィキペディアを「匿名記述が可能である故の限界か」「八卦見の感覚で見なければならないようだ」「提訴しようか」とブログで批判している[84]。
- 小谷野敦もやはり誤記訂正を「宣伝」「荒らし」「本人である保証がない」とされ、アカウントが1か月ブロックされる。
- 物理学者の大槻義彦は、自分の項目に“スカラー電磁波は静電気のことと答えた”とオカルティストに書き込まれた（実際には「そんなものは物理学のどこを探してもありはしない、強いて言えば静電気の類だろう」と答えている）。このため、「放置できない。不必要な項目を全面削除して凍結するか項目すべてを削除するかを検討中」とコメントしていた[85]。
- イオンド大学からは“関係者”を称する人物により法的措置を予告しての抗議申し入れがなされ、これにより同団体に不都合な部分が削除される事態になった（ちなみに同団体がディプロマミルであることは周知の事実）。

#### ジェンダーギャップ
日本語版を含むウィキペディアを運営するウィキメディア財団によると、ウィキペディアの編集者の約9割を男性が占めていると推定されている。記事については、全世界のウィキペディアの人物記事のうち男性の記事が8割を占め、女性の記事は2割に留まっている。日本語版のウィキペディアでは女性の記事の割合が比較的多く22.3％と世界で14番目だが、自身もウィキペディアの編集者の1人である武蔵大学准教授の北村紗衣は、日本ではAV女優や声優など男性目線での女性に関する記事は多いものの、女性の芸術家や科学者の記事は少ないと指摘している。

### 運営上の課題

#### 編集合戦・記事の保護
複数の利用者が、特定の記述を巡り、記述する内容や記述すること自体の可否を争い、お互いに自身を是、相手を否とする内容に何度も差し戻す編集合戦と呼ばれる事態がしばしば起こる。こうした編集合戦を止め、話し合いによる解決のために管理者により記事の編集ができない保護という処置が取られるが、合意になかなか至れず、記事が長期に渡り編集できない状態になってしまうことがある。また、ニュースなどになった事件や事故について、速報的な記述をする利用者とそれに反対する利用者の意見が対立したり、百科事典に載せるに値する特筆性（著名性）があるか否かについて意見が分かれ、削除すべきかどうかの論議になることもある。他言語版に比べて、保護、半保護（アカウントがない、若しくはログインしていない匿名ユーザーの制限）とされている項目の比率が高い。
また、分野によっては非常に細かな内容まで記されている項目もあるが、逆にまったく未執筆の分野も多い。また、編集合戦にまで至らないものの、書籍としての百科事典の概念にどれだけ忠実であるかを重視する意見と新しいウェブサイト上の百科事典の可能性を追求するべきとする意見が対立を起こすこともある。

#### 荒らし
記事の内容にまったく関係ない投稿や、記述をするなどのいたずらなどの荒らし行為も増えている。これに対してはIPユーザーによるものが多いため、ログインした利用者のみが編集できる「半保護」という処置が取られることが多い。具体例としては、あるロックミュージシャンの身長に関して根拠のない内容を記入する荒らし行為が広範囲に発生し、半保護などの処置が取られた例が挙げられる。また、不祥事が発生した人物や話題となった事柄の記事に編集が集中するケースも多く、例として「高輪ゲートウェイ駅」での編集合戦が挙げられる。

#### 犯罪予告
これまで爆破予告や殺傷予告など、犯罪予告に類する書き込みがなされることもあった。このような書き込みがなされた場合も、削除の手続きが行われる。

#### プロジェクトの運営形態
作業内容の負担の大きさから管理者数が不足している。プロジェクト内の犯罪予告案件を通報していた管理者の「海獺」は、「2010年時点で最低100人は管理者が必要」と指摘している（2013年5月現在56人）。なお、2009年末に管理者を増やすキャンペーンなどが行われたものの、結局2014年3月現在管理者数約50人程度にとどまっている。ただし、削除者のような管理者の権限の一部を持った者が、管理の補佐をするようになった。

## MediaWikiのアップグレード
ウィキペディア日本語版を支えるソフトウェア、MediaWikiは、ウィキペディア寄稿者のボランティアにより開発されており、これまでに数回のアップグレードを行っている。
2004年5月28日22時38分頃、ウィキペディア日本語版のMediaWikiがバージョン1.3にアップグレードされ、それに伴い新しい外装（スキン）「MonoBook」が追加された。またデフォルトのスキン設定がそれまでの「標準」から「MonoBook」に変更された。このアップデートは5月28日から5月29日にかけて全言語版で行われた。
MediaWiki1.3には、項目を分類するカテゴリ機能が付与されていた。これは最初英語版などに導入され、日本語版ではすぐには導入されなかったが、2004年6月25日10時頃（日本時間）、日本語版でも使用可能となった。
2004年12月に、MediaWiki1.4がウィキメディア・プロジェクトに導入され始めた。これにより削除された特定の版を復帰する機能や、画像表示のためのマークアップ言語の簡略化などの機能が提供されるようになった。
ウィキメディア財団が進めていたインターフェイス改善プロジェクトにより、2010年6月10日に日本語版など9言語版のインターフェイスが変更された。その内容は、編集画面や検索機能の強化、閲覧画面と編集画面を明確にするナビゲーション、ウィキペディアロゴの変更、などである。同時に、既定の外装も「モノブック」から「ベクター」となった。
2022年に「ベクター (2022年版)」が実装された。2023年1月時点で、日本語版を含む318言語に適用された。